# نيكولاس تاغليافيكو
نيكولاس أليخاندرو تاغليافيكو (بالإسبانية: Nicolás Tagliafico)‏ (من مواليد 31 أغسطس 1992) هو لاعب كرة قدم أرجنتيني يلعب كظهير أيسر لنادي أياكس الهولندي. في مايو 2018 تم تعيينه في الفريق الأرجنتيني النهائي المكون من 23 رجلاً في كأس العالم لكرة القدم 2018 في روسيا.

## مسيرته الكروية
لعب نيكولاس تاغليافيكو خلال مسيرته الاحترافية مع 4 أندية في اثنا عشر موسمًا وسجل خلالها 10 أهداف ضمن 267 مباراة. حيث فاز في موسم واحد بالكأس وفي موسم واحد بالدوري.
خاض نيكولاس تاغليافيكو مسيرته مع نادي بانفيلد في موسم 2010–11 في المرة الأولى ولمدة موسمين ثم في موسم 2013–14 ولمدة موسمين، مشاركًا طوالها في 90 مباراة سجل خلالها هدفين. ثم انتقل إلى نادي ريال مورسيا في موسم 2012–13 لمدة موسم واحد، حيث شارك في 27 مباراة ولم يسجل أي هدف. لينتقل بعدها إلى نادي إنديبندينتي في موسم 2015 ليلعب معه أربعة مواسم، مشاركًا في 82 مباراة سجل خلالها هدفين. ثم انتقل إلى نادي أياكس أمستردام في موسم 2017–18 واستمر معه طيلة ثلاثة مواسم، مشاركًا في 68 مباراة سجل خلالها 6 أهداف.

## الإنجازات
إنديبندينتي
- كوبا سود أمريكانا: 2017

أياكس أمستردام
- الدوري الهولندي الممتاز: 2018–19، 2020–21، 2021–22
- كأس هولندا: 2018–19، 2020–21[6]

الأرجنتين
- كأس العالم: 2022[7]
- كوبا أمريكا: 2021[8]
- كأس الأبطال كونميبول–يويفا: 2022[9]

الفردية
- لاعب الشهر في الدوري الهولندي: نوفمبر 2018

## وصلات خارجية
- نيكولاس تاغليافيكو على موقع الاتحاد الدولي (مؤرشف)  (الإنجليزية)
- نيكولاس تاغليافيكو على موقع الاتحاد الأوربي (الإنجليزية)
- نيكولاس تاغليافيكو على موقع إي إس بي إن إف سي (الإنجليزية)
- نيكولاس تاغليافيكو على موقع قاعدة بيانات كرة القدم.إي يو (الإنجليزية)
- نيكولاس تاغليافيكو على موقع ليكيب (الفرنسية)
- نيكولاس تاغليافيكو على موقع ناشيونال فوتبول تيمز (الإنجليزية)
- نيكولاس تاغليافيكو على موقع Soccerbase.com (لاعب) (الإنجليزية)
- نيكولاس تاغليافيكو على موقع Soccerway.com (الإنجليزية)
- نيكولاس تاغليافيكو على موقع عالم كرة القدم.نت (الإنجليزية)
- نيكولاس تاغليافيكو على موقع AS.com (الإسبانية)